# Anthrenus coloratus
Anthrenus coloratus es una especie de escarabajo de piel del género Anthrenus, categorizada en la tribu Anthrenini, de la subfamilia Megatominae. Mide aproximadamente 1,8-2 mm de longitud.

## Distribución
Se distribuye por el sureste de Europa, África del Norte, Afganistán, Sudán, Turkmenistán, India y Estados Unidos. Introducida en Inglaterra.

## Taxonomía
Fue descrita por Reitter en 1881.